# トラック野郎

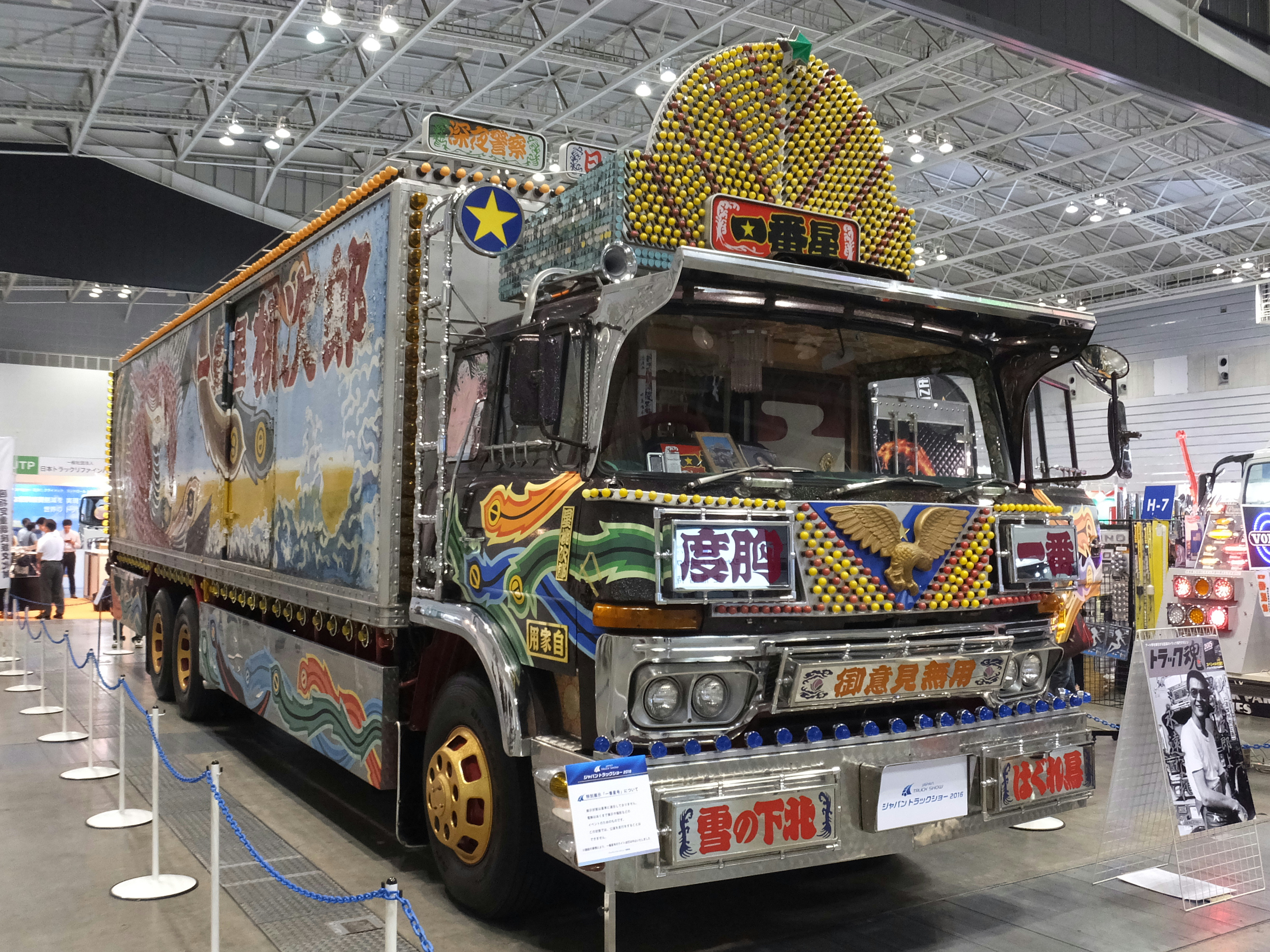
主人公・星桃次郎のトラック「一番星号」（第10作「故郷特急便」バージョン、ジャパントラックショー2016にて展示）

『トラック野郎』（トラックやろう）は、1975年から1979年にかけて東映の製作・配給で公開された、日本映画のシリーズ。全10作。
きらびやかな電飾と極彩画に飾られた長距離トラック（デコトラ）の運転手、「一番星」こと星桃次郎（演・菅原文太）と、「やもめのジョナサン」こと松下金造（演・愛川欽也）が巻き起こす大衆娯楽活劇である。

## 概要

### 作品誕生の経緯とシリーズ化
本作誕生のきっかけは、ジョナサン役の愛川が吹き替えを担当していたアメリカCBSのテレビドラマ『ルート66』のようなロードムービーを作りたいという構想を抱き、自ら東映に企画を持ち込んだのが始まりであった。しかし、『ルート66』は「若者2人がシボレー・コルベットを駆ってアメリカ大陸を旅をする」という内容であったため、当時40歳を迎えた愛川自身がそのままやるのには無理があると考えていた。
そんな中、1975年5月28日に放映されたNHKのドキュメンタリー番組『カメラリポート 走る街道美学』においてイルミネーションを点けたトラックが東名高速道路を走っている映像を目にした愛川は「これならイケるんじゃないか？」と閃（ひらめ）く。当時愛川が司会を務めていた情報バラエティ番組『リブ・ヤング!』にゲスト出演して知り合った菅原に「何とか映画にならないものか」と相談を持ちかけ、2人で東映の岡田茂社長（当時）に企画を持ち込み直談判したところ、すんなり企画が通ったという。愛川によれば「東映は岡田社長の鶴の一声で決まるから」とのこと。八代亜紀は、自分にトラック運転手の追っかけが出来る現象が生まれていたことも、映画誕生と関係しているのではないかと話している。「トラック野郎」という題名は、当時の東映東京撮影所（以下、東映東京）企画部長・天尾完次による命名である。
本作が決定する前には、「菅原文太とダウン・タウン・ブギウギ・バンドが一緒に組んで銀行強盗をする」という内容で映画の企画が進められていたが、本作に変更されたことでこの企画は無くなった。なお、この出演オファーをもらっていたダウン・タウン・ブギウギ・バンドは、第一作『トラック野郎・御意見無用』にてガソリンスタンド従業員役で出演している。
シリーズ全10作の監督を務めた鈴木則文は、東映入社後、助監督時代から専属だった東映京都撮影所から東映東京に移って2年ほどが経ち、この間『聖獣学園』など3作品を演出、『女必殺拳シリーズ』など2作品の脚本を手がけていた。当時の東映の看板路線だった実録ヤクザ映画の人気が下火になりつつあった時期にこの企画を持ち込まれ、ヤクザ映画に代わる新たな娯楽作を送り出そうと制作に意欲を示していたが、本社の企画会議で岡田から「バカヤロー！トラックの運ちゃんの映画なんて誰が見るんだ！」と一蹴されて一旦は没になった。しかし、当初予定していた別の作品が俳優の都合で頓挫し、岡田から「それでいいから作れ」と、急遽穴埋めとして本作が制作されることになった。当初この枠で予定していた映画は、岡田裕介主演・檀ふみ共演の『華麗なる大ドロボウ』（山下耕作監督予定）であったが、岡田が「お盆映画にしては弱すぎる」と制作を無期延期した。宣伝部の福永邦昭は電飾トラックを紹介する雑誌記事を集め、横浜の電飾取り付け工場を取材。さらには電飾トラックを扱ったNHKのドキュメンタリー番組を見つけ出すと、持ち出し禁止のフィルムを「奥の手」で借り受け、5月中旬には社内試写を行い、岡田から承認を得ていた。
ただし、文献によっては「本作出演のため菅原が大型免許取得に丸2か月かかり、1975年7月12日に合格し、7月21日からの『トラック野郎・御意見無用』クランクインに間に合った」との記述があり、そこから逆算すると同年5月前半には映画の製作が決定していたことになり、前述した1975年5月28日放映の『カメラリポート 走る街道美学』に影響を受けた愛川が企画を持ち込んだという経緯では時系列が合わない。実際に映画の製作が公表されたのは、1975年6月10日に神田共立講堂で開催されたダウン・タウン・ブギウギ・バンドのコンサートに菅原の他、登石雋一企画製作部長ら東映重役が下見に訪れた際に、登石から「ダウン・タウンvs.菅原文太で、長距離トラック運転手の映画製作を内定した」と公表したのが最初である。登石たちがコンサートの場に足を運んだのは、当時菅原が「会社の酷使が酷い」「実録路線は峠を越した。オレがいま興味があるのはダウン・タウン・ブギウギ・バンド、彼らとの共演映画を会社が認めなければ、他の映画に出ない」などと、深作欣二・笠原和夫の"実録トリオ"で共闘し会社に反撥していたためであった。菅原は喜劇と聞かされ出演を迷ったが、以前鈴木監督と組んだ「関東テキヤ一家シリーズ」が喜劇で、「たまには喜劇もいいだろう、続いても二、三作だろう」と考え、出演を承諾した。杉作J太郎は鈴木監督の妻・鈴木早苗から「企画が立ち上がると瞬く間に鈴木監督は（製作決定はまだなのに）助監督の澤井信一郎とシナハン・ロケハンに出掛けた」と聞いたと話している。
鈴木は「わたしの映画人生の大恩人、岡田茂はヒットすると自分の企画案のように大絶賛していた」と話している。中島貞夫は「岡田さんは最初から則文の喜劇の才能を見抜いていたから、文ちゃんと組ませて必然的にコメディにするつもりだろうと思っていた」と話している。
企画から下準備、撮影を含めた製作期間は2か月、クランクアップは封切り日の1週間前であった。こうして、過密な撮影スケジュールと低予算で製作された『トラック野郎・御意見無用』は1975年8月30日に公開。シリーズ化の予定はなく、単発作品としての公開だった。ところがいざ蓋を開けてみると、劇場の窓ガラスが割れるほど客が押し寄せ、オールスターキャストの大作『新幹線大爆破』（同年7月公開）の配給収入の2倍以上の約8億円を上げたことから、岡田社長は「正月映画はトラックでいけ」、「トラ（寅さん）喰う野郎やで」、「（2作目の）題名は爆走一番星や！」と即座にシリーズ化を決定した。
『トラック野郎・御意見無用』の大ヒットの要因について、当時の『キネマ旬報』は「それまでの実録路線がタイトル、内容ともにえげつなくなり過ぎていたきらいがあり、本作はコミカルな要素も加わった異色作品で、観客層もそれまでの東映作品から幅広くなり、女性層もかなり吸引したこと、メガヒットだった『タワーリング・インフェルノ』のロングラン上映が二ヵ月に渡り勢いが下降し、また松竹、東宝もロングランで対抗する作品が皆無で、公開タイミングが最適であった」と分析している。
その後も東映の興行の基盤となるドル箱シリーズとして、1979年末まで毎年盆と正月の年2回公開されていた。愛川曰くライバル映画の松竹『男はつらいよ』と常に同時期の公開だったことから、「トラトラ対決」（「トラック野郎」と「寅さん」の対決の意）と呼ばれていたという。第4作『天下御免』で『男はつらいよ』の配給収入を上回り、第7作「男一匹桃次郎」まで数字的に上回る状態を続けた。

## 内容
内容は菅原自身も後に語っているように、ライバル映画であった松竹の『男はつらいよ』のスタイルを踏襲している。毎回マドンナが現れ、桃次郎が惚れては失恋するところは『男はつらいよ』のそれに似ているが、寅さんが「静・雅」であれば、桃次郎は「動・俗」と対極をなしている。物語の中核を担うのは、寅さんではあり得ない「下ネタ」「殴り合いの喧嘩」「派手なカーアクション」で、とりわけ下ネタのシーンは屋外での排泄行為やトルコ風呂（ソープランド）、走行しながらの性行為など、現在の視点から見るとかなり過激な描写も多い。ただし、本作の人気が高まるにつれて未成年者のファンも増加したため、トルコ風呂の場面はそれらの観客への配慮もあり、シリーズ後半以降はほとんど描かれなくなった。また、テレビで放送される際には時間の関係もあり、その近辺のシーンをカットして放送されることが多かった。
青森ねぶた祭りや唐津くんちなど、全国各地の有名な祭りの場面が登場するのもこのシリーズの特色である（シリーズ一覧参照）。また、当時人気のコメディアンや落語家がキャスティングされていることも特徴で、それぞれ一世を風靡した持ちネタや喜劇的演技を披露していた。

### アクション、車両
喧嘩のシーンはシリアスなものではなく、必ずギャグが入る。また、カーアクションは、毎回クライマックスで一番星号が暴走する一方、多くの回（クライマックスの爆走参照）で追跡する白バイやパトカーが横転、大破するなど、警察を風刺した代物である。そのため、警察庁からクレームがあり、打ち切られる要因ともなった。
劇中に登場するトラックに関しては、第1作目で使用された一番星号（三菱ふそう・T951型）とジョナサン号（三菱ふそう・T650前期型）は廃車を譲り受けたものだったが、続編の製作決定を期に、東映が室蘭で購入した新古車（車種は一番星号が三菱ふそう・FU型、ジョナサン号が三菱ふそう・T652型）に代替され、最終作の『故郷特急便』まで使用された。なお、三番星号は三菱ふそう・キャンターT200型が使用された。
撮影にあたっては「哥麿会」などのデコトラグループが全面協力しており、実在のデコトラも多数登場している。

### ストーリーのプロット
日本全国津々浦々を走る白ナンバーの長距離トラック運転手、一番星こと星桃次郎（菅原文太）が主人公。やもめのジョナサンこと松下金造（愛川欽也）は子沢山の相棒。この2人が各地で起こす珍道中を描く。
シリーズ全10作に通ずる基本的なストーリーは、桃次郎がたいてい便所や情けない姿をしている時に遭遇したマドンナに一目惚れし、相手の趣味や嗜好に合わせて見当違いの付け焼き刃の知識で積極的にアタックしていく。また、個性の強いライバルトラッカーが現れ、ワッパ勝負（トラック運転での勝負）や1対1の殴り合いの大喧嘩を展開する。そして、「母ちゃん」こと松下君江（春川ますみ）をはじめとするジョナサン一家、女トラッカー、ドライブインに集う多くのトラッカー達等を絡ませ、人情味あふれるキャラクターの桃次郎を中心に、様々な人間模様が綴られてゆく。
結局、恋は成就せず物語はクライマックスへ。天下御免のトラック野郎に戻った桃次郎は、時間が足りない悪条件の仕事を引き受け、愛車・一番星号に荷（時には人も）を載せてひたすら目的地に向けて愛車のトラックで突っ走る。追っ手の警察を蹴散らし、検問をも突破し、トラック野郎達の応援や協力を得て、道なき道を走り一番星号を満身創痍にしながらも時間内に無事送り届け、修理を終えた一番星号とジョナサン号が走り去る、というシーンでエンディングを迎える（第1作のエンディングは一番星号がジョナサン号を牽引し、第3作ではジョナサン号が一番星号を牽引した。これは、激走の代償として自走不能となってしまったため）。

#### 桃次郎クライマックスの爆走
| No. | サブタイトル    | 荷物と目的                                         | 移動区間 （一般所要時間等/ 桃次郎の見解）                                     | 警察との激突 | ライバル・仲間のサポート |
| --- | --------------- | -------------------------------------------------- | ----------------------------------------------------------------------------- | ------------ | ------------------------ |
| 1   | 御意見無用      | マドンナ（中島ゆたか）を恋人の元へ                 | 盛岡から下北の港へ 12時までに （8時間 / 3時間）                               | あり         | なし                     |
| 2   | 爆走一番星      | 父親（織本順吉）を子供の元へ                       | 岡山から長崎まで、1月1日0時までに （不明 / なし）                             | あり         | あり                     |
| 3   | 望郷一番星      | 生魚40トン                                         | 釧路から札幌の18時の競りに （あと5時間 / なし）                               | あり         | あり                     |
| 4   | 天下御免        | 20トンの荷物と母（松原智恵子）子                   | 倉敷から境港経由で京都へ、17時までに （9時間 / あと6時間か）                  | なし         | なし                     |
| 5   | 度胸一番星      | 逮捕されたジョナサンの荷物（ブリ）                 | 金沢から新潟の市場へ18時までに （8時間（残り5時間） / なし）                  | あり         | あり                     |
| 6   | 男一匹桃次郎    | マドンナ（夏目雅子）を恋人の元へ                   | 唐津から鹿児島空港へ16時までに （6時間 / 4時間）                              | あり         | あり                     |
| 7   | 突撃一番星      | マドンナ（原田美枝子）と恋人（川谷拓三）を病院へ   | 1時間以内に病院へ                                                             | なし         | なし                     |
| 8   | 一番星北へ帰る  | 医療機器                                           | 花巻から大野村まで2時間以内、15時までに （200km以上 / ）                      | あり         | あり                     |
| 9   | 熱風5000キロ    | 子供を母親（二宮さよ子）の元へ                     | 木曽上松から魚津港へ17時までに （汽車で6時間かかる。残り4時間 / 4時間で十分） | なし         | なし                     |
| 10  | 故郷（） 特急便 | マドンナ（石川さゆり）を大阪行きのフェリー乗り場へ | 高知から高松港に12時までに （特急で3時間半。残り2時間半 / ）                  | あり         | あり                     |

## 出演者
全10作に皆勤で登場するキャストは菅原文太（星桃次郎）と愛川欽也（松下金造）のほか、デコトラグループ「哥麿会」の初代会長・宮崎靖男の3名。次点は8作に登場する春川ますみ（松下君江）。松下家の子供たちも同一の役柄ではあるが、途中で演ずる子役が入れ替わっているため、子役の最多出演数は5作となっている。

### 一番星桃次郎
星 桃次郎（ほし ももじろう、演：菅原文太）、主人公。独身。
オープニングでのクレジットは「一番星桃次郎」。星桃次郎という名前は、監督の鈴木と助監督の澤井信一郎が取材で青森県の下北半島に出向いた際、青森の書店で桃太郎の弟、桃次郎が出てくる本（阪田寛夫の『桃次郎』とされる）を見て、車寅次郎に対抗する意味を込め、下の名前を桃次郎と先に決めて「苗字は『車』より『星』の方がいいだろう」と組み合わせ、「星桃次郎」に決まった。ジョナサンや松下君江（母ちゃん）からは「桃さん」と呼ばれている。初期は、仲間のトラック野郎からは「一番星」、女性（ドライブインのウエイトレスなど）からは「桃さん」と呼ばれていた。徐々に男性からも「桃さん」と呼ばれるようになる（マドンナは基本的に「桃次郎さん」と呼んでいる）。
性格は短気で血の気も多いが、情に厚く真っ直ぐで、卑怯な真似を嫌う。普段は粗野だが根は純情。酒好き、女好きで大食漢。トラック仲間からの人望が厚い。相棒のジョナサンとは時には大喧嘩するものの、その時も心の中では親友と思っている。
普段着や腹巻、ライターには必ず「☆」マークが入っている（プロポーズ時の正装等は例外）。このほか、右肩には「☆一番星」の刺青がある。夏の衣装はダボシャツに腹巻、雪駄もしくはブーツ。冬は上はタートルネックやコート、足元はブーツになるが、腹巻は服の上からしている（夏冬とも）。第1作や第2作ではツナギ姿も見られた。腹が弱く、運転中によく便意を催し、耐え切れない時は野外で脱糞することもある。
住所不定のため、手紙は行きつけの川崎のトルコ風呂「ふるさと」宛に届けられる。自ら「心の故郷」と言うほどのトルコ風呂好きで、1,000人以上は抱いているという。無類の女好きで、ジャリパン（路上売春婦）と性行為をしながら運転することもあった（第8作のオープニングのラスト）。
マドンナに自己紹介する時は「学者」（第6作）、「運輸省関係」（第3作）など、見栄を貼って職業を詐称する傾向があるほか、一人称も普段の「俺」から「僕」に変わる。マドンナの前でトイレやトルコ風呂などのネタが振られた場合、「下品な！」と一蹴しており、普段の性格とまるっきり反対の行動を取る。
マドンナには第9作を除いてほぼ毎回一目惚れしているが、第5作を除いてほぼ毎回振られている。その原因は、桃次郎自身の言動や行動がマドンナの想いを後押ししていることにある。振られることがハッキリした時は、マドンナと恋人の仲を取り持つ方に回ることもある。また、ライバルとの喧嘩の結果、第3作では浜村涼子（演：土田早苗）と大熊田太郎次郎左衛門（演：梅宮辰夫）の、第5作では江波マヤ（演：夏樹陽子）と新村譲治（演：千葉真一）の橋渡し役ともなっている。
東北の寒村の生まれだが、小学生の頃にダム建設のため一家は村を追われ、父親の知り合いを頼って青森県下北半島へ移る。にわか漁師となった父親は、下北へ移ってまもなく海難事故で死亡。その後、母親と妹と3人で極貧の中生き抜いてきたが、母親もその後病死している。妹は生死不明で、劇中でもほとんど語られることはなかった。
上記の経歴は第8作で語られたものだが、第2作では母親がいない父子家庭だったと語っている（兄弟については説明なし）。自分の生まれ故郷がダムに沈んで失われてしまったためか、「故郷」というものに対する想いは人一倍強い。
性格に似合わず、泳げない（いわゆるカナヅチ）ばかりか、犬（特に土佐犬）や馬も苦手。

### やもめのジョナサン
松下 金造（まつした きんぞう、演：愛川欽也）。桃次郎の相棒。妻帯者で子沢山。
行灯は「やもめのジョナサン」（当時ヒットした映画「かもめのジョナサン」のパロディ）。クレジットの定位置はトメ（最後）となっているが、ライバル俳優がトメに回る場合（第5作の千葉真一と第6作の若山富三郎）は2番目にクレジットされている。クレジットは「ヤモメのジョナサン」とカタカナの場合がある（第2・6-8作）。
性格は温厚で明るく人情家。津軽出身の元警察官で、かつては「花巻の鬼台貫（おにだいかん）」と恐れられる存在だったが、パトカーの酔っ払い運転で懲戒免職になり、トラック野郎になる。
運転手仲間やウエイトレスなど、ある程度親しい男女からは「ジョナサン」と呼ばれることがほとんどで、玉三郎を除いて本名（苗字）で呼ぶことは稀である（第4作の序盤での運賃の支払い場面や、第8作の金融会社、第9作の上松運送のシーンなど、改まった場面のみ）。家族からは「父ちゃん」と呼ばれている。
苗字の「松下」は、愛川が出演した松下電器産業（現：パナソニック）のラジカセのCM内でのセリフ「あんた、松下さん?」にちなむ命名で、当時日本一の富豪であった松下幸之助にあやかっている。第3作以降は松下電器のツナギを着用している場面もあるが、「電器」の文字をそれぞれ「×」で消し「運送」と書き込んでいる。また、第7作では松下運送の社歌を歌っているが、松下電器の社歌の替え歌である（車体にも書き込んでいた）。普段の衣装は虎縞の腹巻が定番（帽子は第2作から）。
男女の仲を取り持つのが得意だが、桃次郎とマドンナの仲は取り持てていない。仲を取り持った例は、以下の通り。
- 第1作 - 万田千吉（演：湯原昌幸）と竜崎京子（演：夏純子）
- 第8作 - 馬場作太郎（演：新沼謙治）と石川鮎子（演：舟倉たまき）

このほか、第2作では杉本千秋（演：加茂さくら）と赤塚周平（演：なべおさみ）を、桃次郎と共に取り持っている。また、第3作では浜村涼子（演：土田早苗）と大熊田太郎次郎左衛門（演：梅宮辰夫）の仲を取り持つきっかけも作った。
行灯は「やもめ」（寡夫）だが、家族からは文句がついたことがない（川崎の自宅前に駐車するほか、何度も家族旅行で使用している）。のみならず「花嫁募集中」の行灯まで存在する。マドンナや意中の女性の前では「妻とは死別」、「妻は出て行った。原因は子供が出来なかったこと」などと寡夫と称して口説こうとする場面がある。
トラック「やもめのジョナサン号」は公称4トン半の積載量である。デコトラとしての特徴としては、車体側面に大きく一万円札が描かれていることが挙げられる。運転席の背面にも一万円札ならぬ一億円札を何枚も印刷したデザインのカーテンが引かれている（第2作まではヌードパネルだった。回転式であり、自宅に留める際は背面の家族写真にひっくり返している）。行灯にも「聖徳」、「太子」（当時の一万円札に使用されていた）があるほか、「現金輸送車」、「日本銀行御用達」なども設置されていた。

### 松下君江と子供たち
松下 君江（まつした きみえ、演：春川ますみ）
ジョナサンの妻。第5作と第7作を除く8作品に登場。夫や子供たちからは「母ちゃん」と呼ばれる。
子沢山で、実子は7人（第1作序盤）から9人（第3作）に増加。さらに養女がいる。父は元警察署長。第2作で結婚14年目と語られている（長子の幸之助は学生服姿であり、この時点で中学生と見られる）。
ジョナサンが長距離輸送から帰ると、生卵など栄養のある物を食卓に並べ「久しぶり」と性交渉を促している。ジョナサンが及び腰なのも含めて、シリーズ恒例となっている。
ジョナサンが病気や怪我の時（第9作・第10作）は代わってジョナサン号に乗る、パワフルな肝っ玉母ちゃんである。
松下 由美（まつした ゆみ、演：角所由美）
松下家の養女。旧姓は寺山（てらやま）。第1作で一番星号の運転席に手紙と共に置き去りにされており、困惑する桃次郎に対し、ジョナサンが引き取りを申し出た。その後、ねぶた祭りのテレビ放送を見て踊りだしたことから青森出身と推測され、桃次郎・ジョナサンに連れられねぶた祭りに参加。この時、知り合いの土田（演：井上昭文）に偶然遭遇し、父親が判明した。
父の寺山正吉は11トン車の運転手だったが、過積載とスピード違反で6か月の免停になり、月賦が払えないうえに病気になり、妻に逃げられる。その後、由美を一番星号に置き去りにしたが、土田の推測によれば、これは運転手仲間を信頼してのことであるという。そしてねぶた祭りの3日前に、トンネル工事の爆破に巻き込まれ死亡した。
寺山を目の敵にしていたのが「花巻の鬼台貫」であると聞かされ、ジョナサンは責任を痛感する（その後、台貫場に突入する）。
第8作以降は未登場（第9作の点呼に登場せず）。『映画「トラック野郎」大全集』、『トラック野郎 浪漫アルバム』ともにクレジットされていない。
松下家の実子たち
君江と同じく、第5作と第7作を除く8作品に登場するが、前期のキャストは第6作まで（ただし、年少者などは何度か替わっている）。第8作以降は総入れ替えとなっている。
これは、「（浮気がバレたりして）ジョナサンに子供たちが詰め寄る」というシーンが考慮されている。子供たちが成長しすぎたため、「子供たちの体格が良すぎると、笑えるシーンじゃなくなる」と、監督の鈴木が判断したためだった。しかし、「（20作ぐらい続くと思っていたが）、10作で終わるのであれば、変えない方が良かった」と鈴木は回想している。
幸五郎（5男）は第1作終盤で、幸六郎（6男）は第3作『望郷一番星』で誕生（第2作で受胎が説明されている）。
名前については、次男以降の男児は「幸○郎」、女児は「~子」で統一されている（由美は養女のため例外）。
登場作では、横一列に整列しての点呼（年齢順に自分の名前をいう）が恒例になっているが、後期のキャストでは第9作のみに留まっている。乳飲み子等、まだ喋れない子達は、君江やジョナサンが代わって紹介する。その際、長男のみ苗字込み、以後は苗字を省略して名乗る。
ほぼ全員一緒に行動する。個人で見せ場があるのは例外である（第4作『天下御免』において3女・サヤ子が養女に貰われたり、第6作『男一匹桃次郎』で君江と長男・幸之助がジョナサンを尾行するシーンなど）。
幸之助（長男）
前期 - 梅地徳彦（第1-4・6作）
後期 - 酒井克也（第8-10作）
幸次郎（次男）
前期 - 梅津昭典（第1-4・6作）
後期 - 桜庭一成（第8-10作）
美智子（長女）
前期 - 白取雅子（第1-4・6作）
後期 - 大久保和美（第8-10作）
華子（次女）
前期 - 菊地優子（第1-4・6作）
後期 - 文蔵あかね（第8-10作）
幸三郎（3男）
前期 - 大久保純（第1-4・6作）
後期 - 木村雄（第8-10作）
サヤ子（3女）
前期 - 鈴本照江（第1作）、高橋直美（第2・3作）、吉田利香（第4・6作）
後期 - 石井ひとみ（第8-10作）
由美（4女）
前期 - 角所由美（第1-4・6作）
後期 - （なし）
幸四郎（4男）
前期 - 一条寛之（第1・2作）、斉藤宙（第3作）、東剛（第4・6作）
後期 - 中村太郎（第8-10作）
幸五郎（5男）
前期 - 不明（第1作）、吉崎勝一（第2・4・6作）、東力也（第6作）
後期 - 小椋基弘（第8-10作）
幸六郎（6男）
前期 - 不明（第3作）、吉田絵里（第4・6作）
後期 - 石井旬（第8-10作）
資料によって相違する部分は、出典を明記した上で併記した。

### レギュラー
桶川玉三郎 / せんだみつお
第7作から第9作に登場。オープニングでのクレジットは「三番星玉三郎」。オープニングで役名がクレジットされるのは、一番星、ジョナサン以外では玉三郎のみである（クレジットの順番もマドンナより前）。
元トラック野郎だったが、初登場（第7作『突撃一番星』）時の職業はインチキ洋服屋。同作のラストでトラック野郎に復帰した。桃次郎やジョナサンに弟子入りしたものの、無責任かつお調子者のため失敗の連続であり、愛想をつかされる場面もある。
第8作『一番星北へ帰る』では友人に金を持ち逃げされ、トラックも人手に渡ったためにサラ金社員に転職。その後、ライバルのBig99に拾われアシスタントとなった。最終的にはトラックを取り戻すに至る。
第9作ではドライブインの従業員となり、娘の婿になる計画を立てていたが、友人から使い物にならないインベーダーゲームを押し付けられたため、クビになる。その後、トラック野郎に復帰、クライマックスで囮となり警察を引き付けた。
10作目も出演予定であったが、せんだの急病により取りやめとなった。
テル美
桃次郎いきつけのトルコ風呂「ふるさと」のトルコ嬢。ほかに3人ほど馴染みの嬢がいるが、絡んでいるシーンがあるのはテル美のみである。たらいで洗濯するなど、かなり面倒見がいい。
初代は叶優子（第1-3、5-6作）、2代目は亜湖（第8-9作）。
哥麿（うたまろ） / 宮崎靖男
トラック運転手の一人で口ひげを生やしている。第3作以降全作登場。哥麿の羽織を着ていることが多い。ドライブインのシーンなど、運転手が集まる場所で登場し、桃次郎やジョナサンの側（もしくは奥、あるいは手前）に映っていることが多い。
最もセリフの多いシーンは第5作のクライマックスで、「桃次郎に無線封鎖の件を伝え、（自分の）妻の手製弁当を差し入れる」シーンである。
演ずる宮崎は俳優ではなく、トラック運転手が本業である。本作の企画のきっかけとなったNHKのドキュメンタリー番組内にも登場しており、本作の製作にあたり哥麿会（初代会長、後に終身名誉会長）を立ち上げ、トラックを手配するなどして貢献した。2010年の『映画「トラック野郎」大全集：日本最後のアナーキー・プログラム・ピクチャーの伝説』（別冊映画秘宝 洋泉社MOOK）では、監督の鈴木則文とともに全作を視聴し、当時のことについて言及している。
宮崎は第1作の台貫場のシーンが初出演。この時は「運転手」役であり、終始拝み倒すような姿勢であり顔が判らない。声は高月忠による吹き替えで、ノンクレジットであった。
第2作では「宮崎」という役名で登場したが、初登場は同じように台貫場のシーンであった。ただし、こちらはなべおさみ演じる警官から「宮崎」と呼ばれるなど、前作よりは目立っている（オープニングにもクレジットあり）。以後、ドライブインのシーンなどにも登場している。

### 3作品以上に出演した人物
- 由利徹（第1・2・3・4・5・7・9・10作）
- 南利明（第1・3・4・5・6・7・9・10作）
- 笑福亭鶴光（第2・3・4・6・9作）
- 誠直也（第1・4・6作）
- 谷村昌彦（第1・7・8作）
- 須賀良（第3・4・5・6・7・8・9・10作）
- 高月忠（全作）
- 相馬剛三（全作）
- 佐藤晟也（第1・2・3・4・5・6・7作）
- 幸英二（全作）
- 清水照夫（第1・2・3・5・6・7・8・9・10作）
- 沢田浩二（第2・3・4・5・6・7・8・9・10作）
- 亀山達也（第2・3・5・6・7・8・9・10作）
- 宮地謙吾（第1・2・3・4・5・6・7・9作）
- 城春樹（第2・3・4・5・6・7・8・9作）
- 畑中猛重（第1・3・5・7作）
- 土山登士幸（第2・3・5・8・9・作）
- 比良元高（第1・5・6・9作）
- 五野上力（第1・4・5・6作）
- 横山繁（第2・3・5作）
- 佐川二郎
- 河合絃司（第3・4・6・7作）
- 大木晤郎（全作）
- 山田光一
- 山浦栄
- 木村修
- 司裕介
- 奈辺悟
- 泉福之助
- 山本緑
- 村松美枝子
- 遠藤薫（第4・8・10作）
- 吉宮慎一（第5・6・7・8・9作）
- 津野途夫（第5・6・7・8作）
- 桐原信介
- 高橋利道（第3・4・6作）
- 浜ひろし
- 須藤為五郎
- 団巌（第2・3・4・5・6・7作）
- 宮城健太狼（第5・6・7・8・9・10作）
- 叶優子（第1・2・3・5・6作）

## 主なスタッフ
企画は1作目のみ単独、以後は連名。脚本は全作共同脚本（連名）である。
- 監督：鈴木則文
- 企画：高村賢治、天尾完次（第2-10作）
- 脚本：鈴木則文（第1・2・4・6・8・9作）、澤井信一郎（第1-3・5作）、野上龍雄（第3・5作）、中島信昭（第4・7-9作）、掛札昌裕（第6-9作）、中島丈博（第10作）、松島利昭（第10作）
- 音楽：木下忠司（第1・2・4・5・7-10作）、菊池俊輔（第3作[35]）、津島利章（第6作[32]）
- 撮影：仲沢半次郎[注 9]（第1・4作）、飯村雅彦（第2・3・5-7作）、中島徹（第8作）、中島芳男（第9作）、出先哲也（第10作）
- 特撮：成田亨（クレジットなし。第3・4[36]・6・7[37]作）
- 協力会社、組織（複数回登場したもののみ）
  - 株式会社カントリー（全作）：愛川欽也が、当時所属していた事務所。
  - 哥麿会（全作）：宮崎靖男を中心としたトラック運転手のグループ。本シリーズのために立ち上げた組織で、トラック等の手配に尽力した。
  - ニットータイヤ（第1-3・5作）
  - 関西浪花会（第8・9作）

### 主題歌・主な挿入歌
一番星ブルース
唄：菅原文太・愛川欽也
作詞：阿木燿子、作曲：宇崎竜童、編曲：ダウン・タウン・ブギウギ・バンド
- 主題歌。全10作中、第8作『一番星北へ帰る』を除いた9作品でオープニングとエンディングに使用された。

トラックドライビングブギ
唄：ダウン・タウン・ブギウギ・バンド
作詞：阿木燿子 / 作曲：宇崎竜童 / 編曲：ダウン・タウン・ブギウギ・バンド
- 挿入歌。第1作と第2作で使用。毎回のように挿入歌が作られたが、複数作品で使用されているのは本曲のみ（使用シーンは、共に一番星号で桃次郎とマドンナがドライブする場面）。
- 第1作では、ドライブの途中でガソリンスタンドに寄って給油しているが、スタンドの店員をダウン・タウン・ブギウギ・バンドのメンバーが演じている。

### 監督のキャッチコピー
予告編でのキャッチコピーは以下の通り。
1. （なし）
2. （なし）
3. 大ヒットメーカー
4. 喜劇の大将
5. 満足度100%娯楽の名人
6. 喜劇のエース
7. ヒットメーカー
8. ヒットメーカー
9. （監督のクレジットなし）
10. 絶好調

## シリーズ一覧
川崎市は桃次郎・ジョナサンの生活ベースとして全作（『突撃一番星』を除く）出発・立ち寄り・帰宅があるため作品毎ロケ地から除外。また、第10作のみダブルマドンナ。
| No. | サブタイトル     | マドンナ役 （公開時の年齢） | ライバル役 （ニックネーム） | 主なロケ地 （イベント等）                                         | 公開日         | 同時上映 （主演）                              |
| --- | ---------------- | --------------------------- | --------------------------- | ----------------------------------------------------------------- | -------------- | ---------------------------------------------- |
| 1   | 御意見無用       | 中島ゆたか(22)              | 佐藤允 （関門のドラゴン）   | 盛岡、青森、下関、仙台 （青森ねぶた、仙台七夕）                   | 1975年8月30日  | 帰って来た女必殺拳 （志穂美悦子）              |
| 2   | 爆走一番星       | あべ静江(24)                | 田中邦衛 （ボルサリーノ2）  | 姫路、長崎、福岡、天草 （長崎くんち）                             | 1975年12月27日 | けんか空手 極真無頼拳 （千葉真一）             |
| 3   | 望郷一番星       | 島田陽子(23)                | 梅宮辰夫 （カムチャッカ）   | 広島、釧路、静内（新ひだか）、札幌 （ハイセイコー）               | 1976年8月7日   | 武闘拳 猛虎激殺! （倉田保昭）                  |
| 4   | 天下御免         | 由美かおる(26)              | 杉浦直樹 （コリーダ）       | 倉敷、宇和島、松山、境港、京都 （闘牛）                           | 1976年12月25日 | 河内のオッサンの唄 よう来たのワレ （川谷拓三） |
| 5   | 度胸一番星       | 片平なぎさ(18)              | 千葉真一 （ジョーズ）       | 新潟、佐渡、金沢、山形 （白根大凧合戦、新潟まつり）               | 1977年8月6日   | サーキットの狼 （風吹真矢）                    |
| 6   | 男一匹桃次郎※1   | 夏目雅子(20)                | 若山富三郎 （子連れ狼）     | 唐津、鹿児島、東京、熊本 （唐津くんち、餅すすり大会）             | 1977年12月24日 | こちら葛飾区亀有公園前派出所 （せんだみつお）  |
| 7   | 突撃一番星       | 原田美枝子(19)              | 川谷拓三 （なし※2）         | 鳥羽、下呂温泉、東京 （高山祭り）                                 | 1978年8月12日  | 多羅尾伴内 鬼面村の惨劇 （小林旭）             |
| 8   | 一番星北へ帰る※1 | 大谷直子※3 (28)             | 黒沢年男 （Big99）          | 花巻、会津若松、いわき、福島 （常磐ハワイアンセンター、輓馬大会） | 1978年12月23日 | 水戸黄門 （東野英治郎）                        |
| 9   | 熱風5000キロ     | 小野みゆき(19)              | 地井武男 （ノサップ）       | 木曽上松、松本、安曇野、長野、魚津                                | 1979年8月4日   | ドランクモンキー 酔拳 （ジャッキー・チェン）   |
| 10  | 故郷（）特急便   | 石川さゆり(21) 森下愛子(21) | 原田大二郎 （龍馬號※4）     | 高知、大阪、高松、銚子、東京 （闘犬、よさこい祭り）               | 1979年12月22日 | 夢一族 ザ・らいばる （森繁久彌・郷ひろみ）     |

- ※1 6作目（澤井信一郎・田中陽造脚本）と8作目（澤井信一郎脚本）の、準備稿の存在が確認されている。どちらも設定が変更されて公開に至った[38]
- ※2 矢野駿介（川谷拓三）は真珠養殖の研究員であるためニックネームはない[注 10]。石部スミ（樹木希林）が「昭和の御木本幸吉を気取っている」と1度表現したが、それではなく単なる直喩。
- ※3 北見静代（大谷直子）は子持ちの未亡人で従来のマドンナと一線を画している。
- ※4 桃次郎はライバルを独自のあだ名（例：ジョーズこと新村譲治（千葉真一）＝「サメ野郎[40]」、袴田太一（若山富三郎）＝マヒア、垣内竜次（原田大二郎）＝「土佐犬（とさいぬ）」など）でも呼ぶ。なお、「龍馬號」は垣内竜次のトレーラーの名称[注 11]。

## 影響
「トラック野郎」という言葉は東映が作った造語であるが、映画のヒットで大型・長距離トラックの運転手の俗称として一般的に使用されるようになった。また、本作は満艦飾のデコレーショントラック（デコトラ）が世間に流行するきっかけのひとつともなり、1976年には本作の人気に便乗したテレビ番組ベルサイユのトラック姐ちゃんがNET（現・テレビ朝日）系列で放送された。
東映は1960年代から1970年代にかけて岡田茂の標榜する「不良性感度映画」が大成功したが、大川博時代から持ち越された不採算部門の整理統合を含む人員整理、経営合理化の問題が残っていた。抜本的な東映改革として岡田の頭にあったのは、京都（東映京都撮影所）と東京（東映東京撮影所）に2つも撮影所は不要で、いずれかの撮影所を閉鎖するという考えであった。メインは京都撮影所のため、東京撮影所が閉鎖されるのではないか、と活動屋は大きな危機感を抱いたが、流行の発信地は東京に集まっており、閉鎖されるとしたら京都の方と考える者もいた。しかし、1975年11月に京都撮影所にオープンした東映太秦映画村が大成功し、東京撮影所が手掛けた『トラック野郎』シリーズも大ヒットした。東映が現在も京都と東京に2つの撮影所を有しているのは、映画村と本作のおかげといわれる。
2016年に11年ぶりに芸術職を募集した6代目東映社長の手塚治は、「『トラック野郎』のような映画は、東映が長年、プログラムピクチャーを作ってきたからこそ生み出された映画だと思う」などと述べている。
その他、本作にインスピレーションを受けたビデオゲーム作品として『爆走デコトラ伝説』シリーズがあり、一部作品では本作の主演を務めた菅原文太が監修を担当している。

## 備考

### シリーズそのものに関わる事柄
車両のデザイン、ペイント
一番星号・ジョナサン号・ライバル車といった、劇中に登場するトラックのデザインおよびトラックの箱（荷台）に描かれた絵は、本シリーズ全10作の美術監督を務めた桑名忠之がデザインを担当した。ペイントを担当したのは、塗装業務会社日展企画である。
シナハンと装飾
第1作の撮影前、鈴木則文と澤井信一郎とで、長距離トラックに同乗する5日間の取材旅行を敢行し、シナリオの執筆にあたった。一番星号の正面下部にある「雪の下北」「はぐれ鳥」の装飾は、取材旅行で最初に同乗したトラックにあった装飾を、そのまま引き継いだものである。
キラ星の演出
本シリーズのお約束でもある、桃次郎とマドンナが初めて遭遇する場面で、アップで映るマドンナの周囲に無数の星が輝くカットがあるが、これを考案したのは第1作『御意見無用』・第4作『天下御免』の撮影を担当した東映東京撮影所のベテラン撮影技師・仲沢半次郎である。
警察との対立
トラックの「違法改造」の問題、また菅原文太が当初大型免許を所持していなかったことから、撮影時は警察との対立が絶えなかった。
方向性の転換
1978年8月公開の第7作『突撃一番星』までは全体的にコメディ色の強い作風であったが、同年12月公開の第8作『一番星北へ帰る』からはシリアスな面もかなり描かれている。

### シリーズの終了
シリーズ終了の経緯については諸説ある。本シリーズは、第3作『望郷一番星』から第8作『一番星北へ帰る』まで4週間（28日間）の興行を打っていたが、1979年12月公開の第10作『故郷特急便』は、当時テレビ映画もどきと評された併映作『夢一族 ザ・らいばる』に足を引っ張られ、極端の不振で予定より4日早めて24日間で打ち切られたとされ、『動乱』が繰り上げ公開されたといわれる。
第10作は2人のマドンナを迎え、それまでの大ヒットには及ばなかったものの、多くの観客を集めた。シリーズはすべてヒットし、盆と正月に公開される東映の興行の柱であった。打ち切りの通達が発表される直前まで、鈴木は第11作として山陽・山陰路や夏の秋田、冬の北海道といったロケ地を打診していた。第10作公開前の1979年末には、東京都内のホテルで記念パーティーが開かれるなど大プロモーションが展開されたことから、第10作の公開以前に打ち切りの予定はなかったようである。東映は1974年の「仁義なき戦い」シリーズ最終作のタイトルに『完結篇』と付けたり、1975年に配給した『ドラゴンへの道』のサブタイトルを「最後のブルース・リー」と銘打っていたことから、第10作で終了と決まっていたら「最後」を強調した方がお客が入っていた。
菅原は「10億円を切ったって嫌みを言われたから俺の方からやめたんだよ」と話しているほか、「『トラック野郎』は喜劇だろう。苦痛だったね、早くやめたいと思っていた。自分の中にないものを無理やり出してたからな。やっぱり『仁義なき戦い』みたいなのが楽なんだよ、地でやれるからね。それでもお客さんが喜んでくれるんだからやらにゃ仕方ない。会社も儲かるからやれっていう。そのあたりで自分なりの葛藤があった」とも話している。また、菅原が1980年のNHK大河ドラマ『獅子の時代』の主演に決まったことも終了の原因という説もある。
『映画秘宝』は「岡田茂社長が『動乱』や『徳川一族の崩壊』、『二百三高地』といった大型戦記ものや時代劇大作を稼ぎどきにぶつけ、収益広大を目指したため打ち切った」と論じている。
1980年1月12日付の日本経済新聞には「東映は大作路線の強化、安定を図るため、かせぎ時の正月、夏休み興行でドル箱シリーズとなってきた『トラック野郎』を現在公開中の10作で打ち切り、大作に置きかえていくことになった。東映のほか、東宝・松竹を含めた邦画大手3社は正月、夏休み興行に人気シリーズ作品を配し、手堅く稼ぐ作戦を展開してきたが、東映では同シリーズの動員力が頭打ち現象が強まってきたとして方向転換を図ることになったもの」と記述されている。
トラック野郎のシンボルであるギンギン化粧の大型車を巷に流行させたが、過剰な装飾が逆に交通取締り規制を受け、ブームに水を差し、作品の活力を失わせたとする説もある。
『キネマ旬報』1980年3月上旬号には「『トラック野郎』製作中止か？」という記事があり、「前作から40%近い減で配収でも6億円ぐらいしかいかない。今年のお盆に出ないことだけは決定したが、東映は、シリーズをこれで完全に打ち切るかどうかはまだ未定だと言っている。ただ、作品自体の力の落ち具合からみてもやはり、ここらで打ち切りが妥当だろう。『トラック野郎』に対する評価は落ちている。昨年のお盆興行でも、看板の『トラック野郎』に稼働力があったのではなく、併映の香港映画『酔拳』が引っぱった感じがある。聞いたところによると『トラック野郎』を正月とお盆の興行からはずし、一本立て大作としてやれば、平月でも6、7億円稼ぐようになるのではないかという楽観的な見通しのもとで一応やる方向にいっているというが、それでも無理なような気がする。今までの東映の流れを見ると、任侠路線が約6年、その後の実録路線が3年か4年。それで『トラック野郎』が今回で5年目を迎えた。路線番組の時間的な流れからみても、もう大体寿命が尽きているからこれで打ち切りだろう。今の日本映画の状況を考えるともう路線で当たる時代ではなくなってきているから」などと書かれている。
『ロードショー』1980年4月号には「東映は新年早々、今年のお盆番組は『トラック野郎』を製作しない。しかし、シリーズ打ち切りではない、と未練たっぷりではあるが、敗北宣伝をしなかった。東映のいう延期は、過去の例でいうと事実上の中止であるため、もう、文太・キンキンのコンビが復活することは九分通りないだろう」と記述されている。
ほとんどの制作スタッフはまだシリーズを続けられると思っていたようで、はっきりとした打ち切りは発表されず、継続を模索しているうちにうやむやに終了してしまったという。シリーズの終了後、撮影で使用されたトラックも売却された。

### 車両のその後

#### 一番星号
一番星号はシリーズが終了してから少し経過した後に売却され、1980年代前半はパチンコ店の看板車両として展示されていたが、車両へのいたずらや部品の盗難・破壊等によって1980年代中盤には廃車状態で中古車販売店に置かれていたことが確認されている。その後、1988 - 89年頃に大阪でリサイクル業を営む個人オーナーが購入して修復し、1991年頃に復活させた。ただし、この時の修復は映画で使われた当時の姿とは異なる部分が多数あり、電飾等は完全に修復できず、サイドウインカーや後部反射板など、法改正に合わせたパーツが装着されていた。修復時のエピソードとして、9作目『熱風5000キロ』でクレーン車によって破壊されたフロントガラスのガラス片がダッシュボードに残っていたという逸話もあった。修復後は主に仕事車両として使われていたが、2000年代後半あたりから排ガス規制等の事情で走らせることが困難になる。それでも思い入れが強かったため手放すことはしなかったが、2014年に全国哥麿会の会長である田島順市と出会ったことを機に考えを改め、一番星号を哥麿会へ譲渡することにした。
譲渡後の一番星号は、哥麿会を代表する看板車両として公道走行できるよう整備後に車検を通し、Vシネマ『爆走トラッカー軍団』（主演・ジョニー大倉）、映画『爆走!ムーンエンジェル-北へ』（主演・工藤静香）など数々の作品に登場した「竜神丸」と共に全国各地のイベントに参加する傍ら、映画登場当時の姿に近づけるべく段階的にレストアが行われる。前オーナーの修復時の再塗装で色味の変わったキャビンを改めて塗装し直すことをはじめとして、当時修復できなかった電飾関係や、劣化したり欠品となった装飾物、風雨に晒されて痛みが激しくなっていた箱絵ペイント等を長期にわたる年月をかけて修復、2020年にはドアの交換に伴うサイドバンパーを含めた絵柄の再塗装およびエンジンの載せ替えを経て修復が完了し、哥麿会のYouTubeチャンネルにて公式に復活を宣言した。なお、哥麿会で毎年製作しているカレンダーの表紙を、譲渡翌年の2015年から2023年まで一番星号が飾っていた。
修復にあたって、電飾は滋賀県のDKオリジナルが、箱絵・行灯・キャブの絵柄等々は福島県のネモト功芸社の手によって行われ、箱絵ペイントの修復には映画公開時に本車両の箱絵デザインを手がけた美術監督の桑名忠之も参加した。そのほか、2020年に行われたドアとサイドバンパーの絵柄再塗装は岐阜県のアドサイン栄宣により施された。
オリジナルの一番星号とは別に、2007年には個人オーナーの手によって中期型の車両をベースに第9作『熱風5000キロ』仕様のレプリカ車が製作され、『カミオン』2007年12月号ではその制作記と共にオリジナルの一番星号との初対面を果たしている。
第1作『御意見無用』の一番星号は、1975年の映画『爆発！暴走族』35分辺りに行灯が外された状態で渋滞シーンに登場している。第2作目以降に使われた一番星号も、シリーズ終了後の1980年（昭和55年）に放送された特撮テレビドラマ『電子戦隊デンジマン』第8話「白骨都市の大魔王」で、ロケ地でもある東映大泉撮影所の資材置き場に放置されている姿が映し出されたほか、桃次郎役の菅原が主役を務めた『警視庁殺人課』第18話「ハイウェイ殺人事件・死の運び屋」（1981年8月10日放送）の冒頭シーンにおいて、装飾部品が外された姿でジョナサン号と共に登場している。

#### ジョナサン号
ジョナサン号はシリーズ終了後、ライバル車として登場したコリーダ丸や龍馬號を所有する椎名急送が購入したものの、仕事車両としては使い勝手が悪かったため売却。その後所在を転々とした後（一時期は売却後の一番星と同じ場所に置かれていたこともあった）、時期は不明だが部品が盗難され痛みの激しい状態で茨城県のスクラップ業者に置かれていることが確認された。その後解体された模様で車両は現存せず、荷台箱のみ1994年頃にとある農家の倉庫として使われていたのが目撃されていたが、2000年代に入る前に処分されている。
2009年、群馬県にあるトラックパーツショップ「トラックアート歌麿」で「ジョナサン号再現プロジェクト」が立ち上がり、九州に現存していた平ボディの三菱ふそう・T650系をベース車両として、第9作目仕様のジョナサン号を一から作り起こして翌年までに完成させ、公式ウェブサイトでは表紙にも登場した『カミオン』誌2010年8月号の特集記事（ジョナサン号が掲載されたページのみ）をそのまま掲載している。
第1作『御意見無用』のジョナサン号は、1975年の映画『爆発！暴走族』の千葉真一と岩城滉一がタンデム走行で暴走するシーンの44分辺りに登場しているほか、2作目以降に登場した車両も一番星号の節で記述した『電子戦隊デンジマン』8話で、一番星号の隣に置かれている姿が僅かに映し出されている。

#### 三番星 玉三郎丸
元々は東映の車両ではなく個人オーナーの車両だった三番星玉三郎丸は、映画終了後以降（時期については不明）荷台のみ別車両に載せ替えられており、2009年にフジミ模型からもその姿でプラモデル化されている。そのほかに哥麿会所属車両で、映画登場車と同じ三菱ふそう・キャンター（1973年式）をベースとした玉三郎丸(7作目)のレプリカも存在する。こちらは本来のニックは「陽炎丸」であり、哥麿会の公式YouTubeチャンネルのオーナーのインタビューでは、製作途中の状態でオーナーと玉三郎役のせんだみつおが一緒に写っている写真も公開された。

#### その他
ゲスト車両として第10作に登場した龍馬號は1986年に事故で損傷した荷台ペイント部分の修復を行い、同年10月号の『カミオン』誌でも記事に取り上げられた。1998年にフジテレビジョンで放送された『西村雅彦のさよなら20世紀』の企画でトレーラー部分が爆破解体され、現在は2代目として同じデザインのペイントを施した3軸のトレーラーが存在する。

### 派生作品と続編の企画
東映は、1981年に新しいトラック野郎に黒沢年男を起用して『ダンプ渡り鳥』を公開するが、本作と比較すると興行は芳しいものとは言えなかった。
1990年代に『新トラック野郎』としてシリーズを復活させるという企画が持ち上がり、『トラック野郎』第6作から第9作の脚本を担当した掛札昌裕が脚本を書いた。「主役は桃次郎ではないが二人組。トラックとよくすれ違う、60代の男が運転する謎の自家用車が出てきて、実はそれがもう余命いくばくかもない奥さんに日本全国を見せるために走っている事だっていうのが最後に分かる」という話。これを岡田茂に見せたところ、「お前、気が狂ったんじゃないか？」と一喝され却下されたという。後に掛札は『爆走トラッカー軍団』シリーズの全作で脚本を手がけている。
1996年には東映の配給で映画『爆走!ムーンエンジェル -北へ』（製作・ポニーキャニオン）が公開される。トラック野郎とは一線を画した「カミオンマドンナ」としてハンドルを握る主人公役に工藤静香を起用、監督は『スクールウォーズ（2作）』『ポニーテールは振り向かない』などの監督を務めた山口和彦。現在一番星号と共に哥麿会の顔でもある竜神丸も清水宏次朗がハンドルを握る車両として登場している。

### テレビ放送
1978年12月16日に、シリーズ初のテレビ放送が行われた。第1作『御意見無用』が「土曜ワイド劇場」の特別篇として2時間拡大版として放送された（当時は1時間半枠）。翌年に第2作から第4作までが、ゴールデンタイムに順次放送されていった。
当時は、東映がテレビ朝日の筆頭株主だった（現在は2位株主）関係で、1980年代の中期ぐらいまでは、よく放送されており、特に年末年始は必ずといっていいほど放送があった。1988年5月3日にはテレビ東京でも『爆走一番星』が再放送されている。
また、1990年代初頭まではTBS土曜午後の映画枠（『土曜映画招待席』）の常連でもあった。2014年9月以降よりBS-TBSにて定期的に放送されている。
近年の地上波ではほとんど放送されていない。ただし、2010年代に入って本作の主人公である桃次郎とジョナサンを演じた菅原文太と愛川欽也が鬼籍に入った後は、その追悼として放送された（シリーズ終了後の話題（2000年代以降）参照）。

### シリーズ終了後の話題（2000年代以降）
2008年
テレビ朝日系列で放送された特撮テレビドラマ『炎神戦隊ゴーオンジャー』GP37（第37話）「炎神バンキ!?」にて、デコトラをモチーフとした怪人「エンジンバンキ」（声 - 稲田徹）が登場。エンジンバンキは広島弁で台詞を話し、台詞の端々で当シリーズのタイトルが多数使用された。断末魔（最後の台詞）は「最終作は…故郷特急便…もっと爆走したかったんじゃがのぅ…」だった。
2010年
7月、シリーズ完結30周年記念として、研究本『映画『トラック野郎』大全集』が出版された。
2012年
7月4日に放送されたテレビ朝日の深夜番組『マツコ&有吉の怒り新党』で、新・3大トラック野郎の男気あふれる爆走」と銘打ち、第5作『度胸一番星』、第3作『望郷一番星』、第6作『男一匹桃次郎』の3本を取り上げた。なお2017年3月28日放送の『怒り新党』最終回では、『男一匹桃次郎』を再放送した。
2013年
9月、スズキ・キャリイのフルモデルチェンジの際、テレビCMに菅原文太とはるな愛が出演した（のちに北斗晶もこのCMのレギュラーに加わる）。本作の世界観を踏襲しつつパロディ化した「軽トラ野郎」、「農家☆一番星」というキャッチコピーが使用された。
2014年
1月にニューギンよりパチンコ『CRトラック野郎』がリリースされる。
5月15日、監督の鈴木則文が死去。
11月28日、主演の菅原文太が死去。追悼番組として、テレビ東京の『午後のロードショー』で、12月4日に『天下御免』が放送された。
菅原の訃報が報道されている時期に、菅原文太とヴァン・ヘイレンが一緒に写った写真がネット上で話題となった（1978年に、デビュー間もない頃のヴァン・ヘイレンが初来日時に東映の撮影所に訪れており、菅原と共に写真を撮影していた）。
2015年
4月15日、主演の愛川欽也が死去。追悼番組として、テレビ東京の『午後のロードショー』で、4月20日に『一番星北へ帰る』が放送された。
2016年
2月に開催された大阪オートメッセにて一番星号が展示される。デコトラ以外の自動車イベントでは9月のジャパントラックショーでも展示された。
2017年
4月、相模原市の高田橋 (相模川)河川敷にて、愛川欽也三回忌チャリティーイベントが行われる。デコトラグループ「関東み組」の主催で、全国から550台のデコトラが集まった。「哥麿会」初代会長の宮崎靖男の協力で、愛川の妻のうつみ宮土理および東映の公認を得て開催された。
7月、新潟日報社が夕刊紙「おとなプラス (Otona+)」で、地元を舞台としたシリーズ5作目が公開40周年を迎えたことに合わせ、ロケ地の特集記事を掲載。(前編)7月15日、(後編)8月31日。
9月、「大人の自由研究 第1弾」として、個人研究家がロケ地を調査した企画が芸文社カミオン10月号(9月1日発売)に掲載になった。その後この企画は2020年から年1～2回の不定期掲載となってシリーズ化されている。
2018年
8月、WOWOWにおいて『望郷一番星』以外の9作が放映された。
2021年
11月、ふるさと納税総合サイト「ふるさとチョイス」（トラストバンク）タイアップ曲として吉幾三が歌う「ふるさとチョイス」のプロモーションビデオに、三番星玉三郎丸（陽炎丸）を含めた哥麿会の有名車とともに一番星号が登場。ラッパー姿に扮した吉が一番星号をバックに踊ったり、運転席に乗って歌う姿が映し出されている。
2022年
6月5・12日、12月31日に TOKYO MXテレビにて『望郷一番星』『度胸一番星』が放映された。
8月21日にTOKYO MXテレビにて『一番星北へ帰る』が放映された。
9月24日に公開のyoutubeチャンネル『煤殺しTV』に一番星号が登場。哥麿会会長の田島も出演し、映画や車両復元に際しての裏話を語っていた。
2023年
年明け早々の1月1日から東映がYouTubeに設置している「東映シアターオンライン」より、第2作『爆走一番星が1月9日まで配信された。
7月1日～28日まで東京・神保町にある神保町シアターにて開催された「にっぽんのアツい男たち3 男が惚れる男たち」で『度胸一番星』が上映された(本作の上映は7月8日～14日)。
12月30日、『度胸一番星』で紅弁天役を務めた八代亜紀が死去。
2024年
1月1日から「東映シアターオンライン」で第4作『天下御免』が1月15日まで配信された。
2025年
4月20日に公開50周年記念としてTOKYO MXテレビで『望郷一番星（トルコ風呂カット版）』、5月4日には『天下御免』（トイレでの鶴間エリお尻アップシーンはカット）、5月11日には『度胸一番星』が放映された。
7月6日にはトークショー「公開50周年記念 トラック野郎・銀幕を駆ける一番星」が東京都豊島区の新文芸坐で開催された。

## 関連グッズ
- DVD（全10作）：東映ビデオ
- ビデオ（全10作）：東映ビデオ
- ブルーレイ(全10作)：東映ビデオ
- サウンドトラック（全3枚）：AMJ
- ポピニカ ：ポピー（現：バンダイ）
- 1/48スケールプラモデル（8種類、2・3・4・5・7・9・10作目の一番星号および2作目のジョナサン号）:バンダイ（現：BANDAI SPIRITS）
- 1/20スケールプラモデル（5種類、4・5・7・9・10作目の一番星号）：バンダイ（現：BANDAI SPIRITS）
- 1/32光るRC（7種類）：青島文化教材社
- 1/32スケールプラモデル（2作目を除く一番星号）：青島文化教材社
- チョロQ（10種・12台）：タカラ（現：タカラトミー）
- モーター駆動で走って光る（4種類）：スカイネット
- CRトラック野郎（パチンコ）：ニューギン
- ほかにポスター業者が契約を無視して5000円の海賊版パネルを勝手に作り、市場に出回った[88]。版権は東海テレビ版権営業部が扱っていた[88]。

### プラモデル、玩具について
玩具メーカーのバンダイ（旧バンダイ模型（バンダイ関連会社→吸収）、プラモデル事業は2018年4月にBANDAI SPIRITSへ移管）が版権を獲得し、発売した模型（1/48スケール）、800円、1200円も月に10万台も売れる大ヒットとなり、作っても作っても需要が追い付かないほど売れ、3200円のモーターライズも追加で売り出された。これはプラモデル初心者にも作りやすいキットだったが、2010年代は店頭で見ることが稀になってしまったぐらいの貴重品である。『天下御免』のオープニングでは、1/20スケールのこれで遊ぶ子供たちが登場している。
またそのバンダイの関連会社で、後にバンダイに吸収されるポピーのミニカー玩具「ポピニカ」から、『爆走一番星』・『天下御免』・『度胸一番星』にそれぞれ登場した桃次郎のトラックをキット化して発売した。いずれも乾電池によりキャビンとコンテナが光るギミックが搭載されている。このほかにも、ポピーの関連会社「ロビン」から、ポピーの主力商品「超合金」と同じ素材で作られたダイキャスト製バッジ「超合金バッジ」にも、本作のトラックを象ったバッジが発売された。また、1978年には、ポピーがスポンサーとなったテレビアニメ『闘将ダイモス』（トレーラーが巨大ロボットに変形する）が放送され、玩具も販売された。
1980年代に全長約55センチという1/20スケールの超大型モデルも登場し、映画が終了して30年近く経つ現在2000年代でも販売されているロングセラー商品となっているが、後述する青島文化教材社（以下アオシマ）から1/32スケールのモデルで発売された2009年以降店頭に並ぶことは皆無に等しい。
他の映画出演車両は「やもめのジョナサン」のほかに、2作目に登場した映出車の「ボルサリーノ2」および「雲龍丸」などが発売されていたが、ジョナサンは荷台の一万円札が百万円となっていたり(理由は後述、1/20の箱絵のみ一万円札となっていた)、雲龍丸およびボルサリーノ2はキャビンがFU系のものとなっていたりと、実車と異なる箇所が顕著だった。
一方、トラック野郎の版権を持つことが出来なかったアオシマは、自社が商標を持つ「デコトラ」のシリーズ名でコンスタントにアートトラックの模型を発売しており、2009年には一番星号（『故郷特急便』版）が1/32スケールのキットとして初モデル化された。その後2018年までに3作目以降の車両がモデル化され、2020年にはベース車両の異なる1作目『御意見無用』仕様もバンダイ時代から遡って初めてモデル化された。ちなみに、アオシマ製のトラック野郎シリーズキットについては発売元がバンダイ(移管後はBANDAI SPIRITS)扱いとなるため、箱絵にバンダイのCIマーク（同）が入っている。
ほかにも当時の映出車であるコリーダ丸（2007年と2012年）、龍馬号（2007年と2016年）や、一部実車とは異なるが6作目のライバル車両である「袴田運送」(2011年)などがモデル化されている。そのほか、チョロQや光るRCカー（1/32スケール）が新たに発売されており、2010～20年代もなお根強い人気を保っている。
アオシマ版「やもめのジョナサン」については、ベース車の未モデル化および荷台の一万円札が法律（通貨及証券模造取締法）に抵触する恐れがあるため発売されていない（ただし、それに似せた架空のトラックモデルは発売されていた）。